# Авункулятивний шлюб

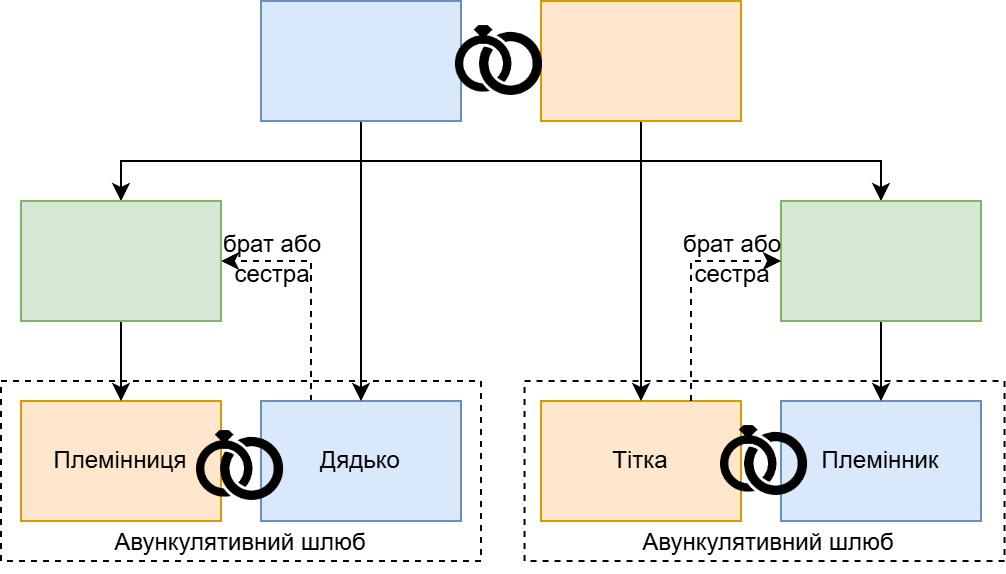
Авункулятивний шлюб

Авункулятивний шлюб — шлюб між братом або сестрою одного з батьків та дитиною цього брата або сестри, тобто між дядьком або тіткою та їхньою племінницею чи племінником. Такий шлюб може укладатися між біологічними (кровноспорідненими) родичами або між особами, пов'язаними шлюбом (спорідненість). У деяких країнах шлюби з авункулатом заборонені законом, тоді як в інших шлюби між такими біологічними родичами є як законними, так і поширеними, хоча зараз вони набагато менш поширені.
Якщо партнери в авункулатному шлюбі є біологічно спорідненими, вони, як правило, мають такі ж генетичні спорідненості, як і неповнорідні брати і сестри, або бабуся, дідусь і онук, тобто вони мають приблизно 25 % спільного генетичного матеріалу (тому вони більш тісні, ніж партнери в шлюбі між першими двоюрідними братами і сестрами, в якому члени в середньому ділять 12,5 % успадкованого генетичного матеріалу, але менше, ніж у шлюбі між, наприклад, двоюрідними братами і сестрами, в якому партнери поділяють 37,5 % свого успадкованого генетичного матеріалу).
Авункулативний шлюб дозволений у Норвегії, Данії, Німеччині, Бельгії, Швейцарії, Австрії, Чилі, Аргентині, Бразилії, Австралії, Канаді, Фінляндії, Макао, Малайзії, Нідерланди та Росія. У Сполучених Штатах це дозволено за деяких обставин у двох штатах. У Нью-Йорку Апеляційний суд Нью-Йорка підтвердив шлюб між жінкою та неповнорідним братом її матері. У Род-Айленді існує виняток із загальної заборони «споріднених шлюбів» для єврейських шлюбів, дозволених цією релігією. Такі шлюби заборонено в Новій Зеландії, Іспанії, Італії, Японії, Гонконгу, Таїланді та Великій Британії. У Франції авункульний шлюб є лише з дозволу.
У Швеції дозволений не лише авункулятивний шлюб, але й шлюб між неповнорідними братами і сестрами.

## Список історичних авункулатних шлюбів
- Анхнесмеріра II та її племінник Меренра I.
- Періктіон та її дядько Пиріламп.
- Нахор (син Фарри) та його племінниця Мілка.
- Іохаведа та її племінник Амрам.
- Яхмос I і його неповнорідна племінниця Яхмос-Сіткамос.
- Тутмос I і його неповнорідна тітка Мутнофрет.
- Сменхкара і його племінниця Мерітатон.
- Пепі II і його тітка Нейт.
- Пінеджем I і його неповнорідна тітка Дуататор-Хенутаві.
- Менхеперра і його племінниця Істемхеб.
- Шабака і його тітка Калхата.
- Леонід I, цар Спарти, і його неповнорідна племінниця Горго[12].
- Арібба Епірський і його племінниця Троада.
- Александр I Епірський і його племінниця Клеопатра.
- Луцій Тарквіній Гордий і його брат Аррунс Тарквіній відповідно одружилися з сестрами Туллією Старшою і Туллією Молодшою, які, можливо, були їхніми племінницями. Пізніше Гордий і Туллія Молодша розлучилися зі своїм колишнім подружжям і побралися в нову сім'ю.
- Кір II Великий і його тітка Амітіс Вавилонська.
- Ірод I Великий одружився на неназваній племінниці.
- Саломея І та її дядько Йосип.
- Антипатр II і його неповнорідна племінниця Маріамна III яка, можливо, пізніше була одружена з іншим неповнорідним дядьком Іродом Архелаєм.
- Ірод Антипа, Тетрарх Галілеї та Переї та його неповнорідна племінниця Іродіада. Раніше Іродіада була одружена з іншим своїм неповнорідним дядьком Іродом Боетом.
- Саломія, дочка Ірода ІІ та Іродіади, одружена з Іродом Филипом II, який був їй і напівдядьком, і напівнуком.
- Ірод Халкіський і його племінниця Верніка.
- Філіпп III Аррідей і його неповнорідна племінниця Еврідіка II Македонська.
- Мітрідат III і його внучата племінниця Лаодіка.
- Селевк II і його тітка Лаодіка ІІ.
- Антигон II Гонат і його племінниця Філа.
- Деметрій II Етолійський і його неповнорідна тітка Стратоніка Македонська.
- Антіох X Евсеб Філопатор і його можлива неповнорідна тітка Клеопатра Селена I.
- Птолемей VIII Фіскон і його племінниця Клеопатра III.
- Птолемей X Александр і його племінниця Береніка III.
- Птолемей XII і його неповнорідна племінниця Клеопатра V.
- Лю Їн і його племінниця Чжан Янь (192 дон. е.).
- Сунь Сю і його племінниця імператриця Чжу.
- Кванджон (ван Корьо) і його неповнорідна племінниця Леді Гьонхва.
- Інджон (ван Корьо) і його тітками принцесою Йондок і принцесою Бокчан.
- Римський імператор Клавдій і його племінниця Агріппіна Молодша (49 р.).
- Тиберій Клавдій Аттік Герод і його племінниця Вібулія Алція Агріппіна.
- Імператор ромеїв Іраклій і його племінниця Мартина (613 р.).
- Імператор Коан і його племінниця Ошіхіме.
- Ямато Такеру і його тітка Футадзі Іріхіме.
- Імператор Кіммей і його неповнорідна племінниця Іші-Хіме.
- Імператор Дзьомей і його племінниця імператриця Коґьоку, і його тітонька принцеса Теме.
- Імператор Котоку і його племінниця принцеса Хасіхіто.
- Імператор Темму і його племінниці імператриця Дзіто, принцеса Ота, принцеса Ое та принцеса Ніітабе.
- Принц Кусакабе та його тітка імператриця Ґеммей.
- Імператор Сьому і його тітка імператриця Коміо.
- Муса II ібн Муса, валі Сарагоси і губернатор Верхнього Марча та його неповнорідна племінниця Ассона Іньїгес.
- Імператор Дзюнна і його племінниця принцеса Сейші.
- Імператор Судзаку і його племінниця принцеса Хіроко.
- Імператор Ен'ю і його племінниця принцеса Сонші.
- Імператор Ґо-Ітідзьо і його тітка Фудзівара но Іші.
- Імператор Ґо-Судзаку і його тітка Фудзівара но Йошіко.
- Імператор Ґо-Судзаку і його племінниця Фудзівара но Геншін.
- Імператор Хорікава і його неповнорідна тітка принцеса Токуші.
- Імператор Нідзьо і його неповнорідна тітка принцеса Йошіко.
- Імператор Ґо-Фукакуса і його тітка Фудзівара но Кіміко.
- Імператор Фушімі і його тітка Тоін Суеко.
- Анджон з Горьо та його неповнорідна племінниця королева Хончжон.
- Аморі I, лорд Краона та його напівонука, Жанна де Рош, дама Сабле (1212 р.).
- Альфонсо X Кастильський мав конкубінат зі своєю неповнорідною тіткою по батькові Марією Альфонсо де Леон.
- Рупрехт I Пфальцький і його правнучка Беатрікс Берзька (1385 р.).
- Жуан (конетабль Португалії) і його неповнорідна племінниця, Ізабела Браганська (1424 р.).
- Альваро де Суньїга, третій герцог Бехарський і його племінниця Леонор Піментель-і-Суньїга.
- Афонсу V Португальський і його племінниця Хуана Кастильська (1475 р.).
- Жак Савойський, граф Ромон і його племінницяМарія Люксембурзька (графиня Вандомська) (1484 р.).
- Хуана Неаполітанська та її неповнорідний племінник, король Фердинанд II Неаполітанський (1496 р.).
- Фернандо II Арагонський та його неповнорідна племінниця Жермена де Фуа (1505 р.).
- Філіп II Іспанський і його племінниця Анна Австрійська (1570 р.).
- Карл II (ерцгерцог Австрії) і його племінниця Марія Анна Баварська (1571 р.).
- Фердинанд II (ерцгерцог Австрії) і його племінниця Анна Юліана Гонзага (1582 р.).
- Вождь Капохауола та її племінник, вождь Какае.
- Фернандо де Борха-і-Арагон і його племінниця Марія Франциска де Борха-і-Арагон.
- Іоанн III Рітбергський і його племінниця Сабіна Катаріна Східнофризька (1601 р.).
- Максиміліан I Баварський і його племінниця Марія Анна Австрійська (1635 р.).
- Принц Моріс Савойський і його племінниця принцеса Луїза Крістіна Савойська (1642 р.).
- Карл Ейсебіус Ліхтенштейнський і його племінниця Йоганна Беатрікс з Дітріхштейна (1644 р.).
- Філіпп IV Іспанський і його племінниця Маріанна Австрійська (1646 р.).
- Борсо д'Есте та його племінниця Іпполіта д'Есте (1647 р.).
- Луї Шарль д'Альбер, 2-й герцог Люїнський, і його тітка принцеса Анна де Роан-Монбазон (1661 р.).
- Леопольд I Габсбург і його племінниця Маргарита Тереза Іспанська (1666 р.).
- Адольф Фрідріх II Мекленбург-Штреліцький і його неповнорідна племінниця принцеса Йоганна Саксен-Готська (1702 р.).
- Вольтер (Франсуа-Марі Аруе), жив у конкубінаті зі своєю племінницею Марі Луїзою Міньо Дені.[13]
- Крістіан, ландграф Гессен-Ванфрід-Рейнфельс, і його племінниця графиня Марія Франциска Гогенлое-Бартенштейн (1731 р.).
- Фердинанд Бонавентура II фон Гаррах і його племінниця Марія Роза фон Гаррах-Рорау (1740 р.).
- Август Фердинанд Прусський і його племінниця і його племінниця (1755 р.).
- Педру III Португальський і його племінниця Марія I Португальська (1760 р.).
- Маріанна Вальгуарнера д'Укріа та її дядько П'єтро Джіроламо Вальгуарнера.
- Фредерік Ердман, князь Ангальт-Плесс, і його племінниця графиня Луїза Фердинанда цу Штольберг-Вернігероде (1766 р.).
- Бенедетто (герцог Шабле) і його неповнорідна племінниця Марія Анна Кароліна Савойська (1775 р.).
- Інфанта Бенедіта та її племінник Хосе, принц Бразилії (1777 р.).
- Принц Євген Саксен-Гільдбурггаузен і його племінниця Кароліна Саксен-Гільдбурггаузен (1778 р.).
- Гарман Бленнерхассет і його племінниця Маргарет Агню (1794 р.).
- Інфант Антоніо Паскуаль Іспанський та його племінниця, інфанта Марія Амалія Іспанська (1795 р.).
- Камегамега I Гавайський та його неповнорідна племінниця, королева Кеопуолані (бл. 1796).
- Хорхе Тадео Лосано, Президент Кундінамарки (Колумбія), і його племінниця Марія Тадеа Лосано е Ісасі (1797 р.).
- Джон Актон, прем'єр-міністр Неаполітанського королівства, та його племінниця Маріанна Актон (1799 р.).
- Франциск IV, герцог Моденський, і його племінниця Марія Беатріче Савойська (згідно з престолом якобітів — титулярна королева Англії та Шотландії; 1812 р.).
- Ернест Костянтин, ландграф Гессен-Філіппсталь, і його племінниця Кароліна Гессен-Філіппсталь (1812 р.).
- Ірінеу Еванжеліста ді Суза, бразильський підприємець, промисловець, банкір і політик, і його племінниця Марія Хоакіна «Мей» де Суза Мачадо (1841).[14]
- Леопольд, принц Салерно, і його племінниця Марія Клементина Австрійська (1816 р.).
- Дон Карлос Маріа Ісідро де Бурбон і його племінниця, інфанта Марія Франциска Португальська (1816 р.), а пізніше його племінниця Марія Тереза Португальська (1838 р.)
- Камехамеха II і його неповнорідна племінниця Калані Пауахі.
- Фернандо VII Іспанський і його племінниця Марія Ізабелла Португальська (1816 р.), а пізніше його інша племінниця Марія-Христина Бурбон-Сицилійська (1829 р.).
- Густав, ландграф Гессен-Гомбурга та його племінниця Луїза Ангальт-Дессау (1818 р.).
- Леопольд (великий герцог Баденський) та його неповнорідна племінниця Софія Шведська (1819 р.).
- Франсіско де Паула де Бурбон і його племінниця Луїза Карлота Бурбон-Сицилійська (1819 р.).
- Ернст I (герцог Саксен-Кобург-Готи) і його племінниця Марія Вюртемберзька (1832 р.).
- Джеймс Майєр де Ротшильд, засновник французької гілки банківської родини Ротшильдів, і його племінниця Бетті Саломон фон Ротшильд (бл. 1825 р.).
- Принц Франциск, граф Трапані, та його племінниця Марія Ізабелла Австрійська (1850).
- Монгкут і його напівонука-племінниця Соманасс Ваддханаваті (1851 р.), і його напівонука-племінниця Дебсіріндра (1851 р.), а пізніше його напівонука-племінниця Фаннарай (1851 р.).
- Свасті Собхана та її неповнорідна племінниця Абха Барні, а пізніше її неповнорідна племінниця Чаві Вілая Гагананга.
- Ріхард фон Меттерніх (син відомого австрійського канцлера) і його племінниця Поліна фон Меттерніх (1856 р.).
- Ігнатій Лукасевич і його племінниця Гонората Стачерська (1857 р.).
- Порфіріо Діас, 33-й президент Мексики, та його племінниця Дельфіна Ортега Діас (1867 р.).
- Герцог Микола Вюртемберзький і його неповнорідна племінниця герцогиня Вюртембергська Вільгельміна (1868 р.).
- Принц Вільгельм Гессен-Філіппсталь-Бархфельд і його неповнорідна племінниця принцеса Юліана Бентхайм і Штайнфурт (1873 р.), а пізніше його неповнорідна племінниця принцеса Аделаїда Бентхайм і Штайнфурт (1879 р.).
- Амадей I Іспанський і його племінниця Марія Летиція Бонапарт (1888).
- Генрик Сенкевич, польський прозаїк, і його племінниця Марія Бабська (1904 р.).
- Костянтин Каратеодорі та його тітка Єфросинія Каратеодорі.
- Алоїс Гітлер і його племінниця Клара Гітлер, батьки Адольфа Гітлера (1885 р.). Після одруження Клара все одно називала чоловіка «дядько».[15][16] Сам Адольф заявив, що його власна неповнорідна племінниця Гелі Раубаль була єдиною жінкою, яку він коли-небудь кохав.[17]
- Захарія Фугейт і його тітка Мері Сміт (1890-ті).
- Артуро Грульон, художник і лікар Домініканської Республіки, і його племінниця Філомена Грульон (1909 р.).
- Антон Муссерт і його тітка Марія Вітлам (1917 р.).
- Енріке Лойназ, кубинський патріот, у своєму третьому шлюбі одружився зі своєю племінницею Кармен Лойназ (1922 р.).
- Нородом Сіанук та його неповнорідна тітка Сісоват Понгсанмоні (1945 р.), а згодом і його неповнорідна тітка Сісоват Монікессан.
- Хуліо Сесар Турбай, 25-й президент Колумбії, та його племінниця Нідія Кінтеро Турбей (1948 р.).

## Історія

### Стародавній світ
Авункулятивний шлюб був улюбленим типом союзу в деяких домодерних суспільствах. Шлюби між такими близькими родичами були частим явищем у Стародавньому Єгипті серед королівських осіб.

### Юдаїзм
Юдаїзм забороняє шлюб між тіткою та її племінником, але дозволяє шлюб між дядьком та його небогою. Талмуд і Маймонід заохочують шлюби між дядьками та племінницями, хоча деякі єврейські релігійні громади, такі як садукеї, вважали, що такі союзи заборонені Торою.

### Християнство
Серед середньовічних і особливо ранніх сучасних християн шлюб між жінкою та братом або сестрою одного з батьків не завжди тлумачився як порушення Левіта 18; це було особливо актуально для королівських домів Європи, а в католицьких країнах можна було отримати папський дозвіл на дозвіл такого шлюбу.

### Іслам
Шлюб між дядьком і його племінницею заборонений в ісламі, якщо вони кровні родичі.

### Індуїсти Південної Індії
Авункулативний шлюб був поширеним серед індуїстів Південної Індії. Зараз це здебільшого практикується в сільській місцевості та малих і середніх містах. Найбільш поширеною формою є те, що старшу доньку видають заміж за свого молодшого дядька по материнській лінії. Весілля зазвичай називають Маман Кальянам (тайське Маман Кальянам у Тамілнаду). За культурою було прийнято, щоб принаймні одна дочка була одружена з дядьком. Це широко представлено як сюжетний прийом у багатьох південноіндійських фільмах, таких як «Тхаамірабхарані» (2007) і «Тайський мааман» (1994).

## Генетика
У шлюбі між дядьком і племінницею або подвійному шлюбі між двоюрідними братом і сестрою вважається, що пара успадкувала 1/4 своїх генів від спільного предка, тоді як у шлюбі між троюрідними братом і сестрою вважається, що пара успадкувала 1/8 своїх генів від спільного предка, а для пари троюрідних братів і сестер аналогічна пропорція становить 1/32. Це означає, що в середньому нащадки від шлюбу між дядьком і племінницею або подвійного шлюбу між двоюрідними братом і сестрою успадкують ідентичні копії генів у 1/8 всіх їхніх локусів, що визначається як коефіцієнт інбридингу F = 0,125. Звідси випливає, що для нащадків перших двоюрідних братів і сестер F = 0,0625, тобто 1/16 локусів передбачувано є гомозиготними, тоді як для троюрідних братів і сестер F = 0,0156, тобто 1/64 локусів є гомозиготними.
Дослідження 1990 року, проведене в Південній Індії, виявило, що частота вад розвитку була дещо вищою в потомстві дядька-племінниці (9,34 %) порівняно з нащадками двоюрідних шлюбів (6,18 %). Серед кровноспоріднених пар значно частіше зустрічалися вади розвитку основних систем, тоді як вади розвитку очей, вух і шкіри не мали значущого впливу кровної спорідненості. Частота мертвонароджень була значно вищою серед кровноспоріднених пар незалежно від соціально-економічного статусу матері, і була вищою в шлюбних союзах між дядьком і племінницею, ніж між двоюрідними і більше двоюрідними родичами, як у бідних, так і в середньому/вищому класі. Значне зменшення середньої ваги при народженні та окружності голови у дітей, народжених від кровноспоріднених батьків, спостерігалося як у бідних, так і в середньому/вищому соціально-економічному класі. Середня довжина була меншою у дітей, народжених від кровноспоріднених батьків, які належали лише до бідного соціального класу.